# Dänschenburg
Dänschenburg ist ein Ortsteil der Stadt Marlow im Landkreis Vorpommern-Rügen in Mecklenburg-Vorpommern.
Der Ort liegt westlich des Hauptortes Marlow im südwestlichen Bereich des Stadtgebietes an der Landesstraße L 191. 
Nordöstlich verläuft die L 182, östlich erstreckt sich das 75 ha große Naturschutzgebiet Großes Moor bei Dänschenburg.

## Baudenkmale

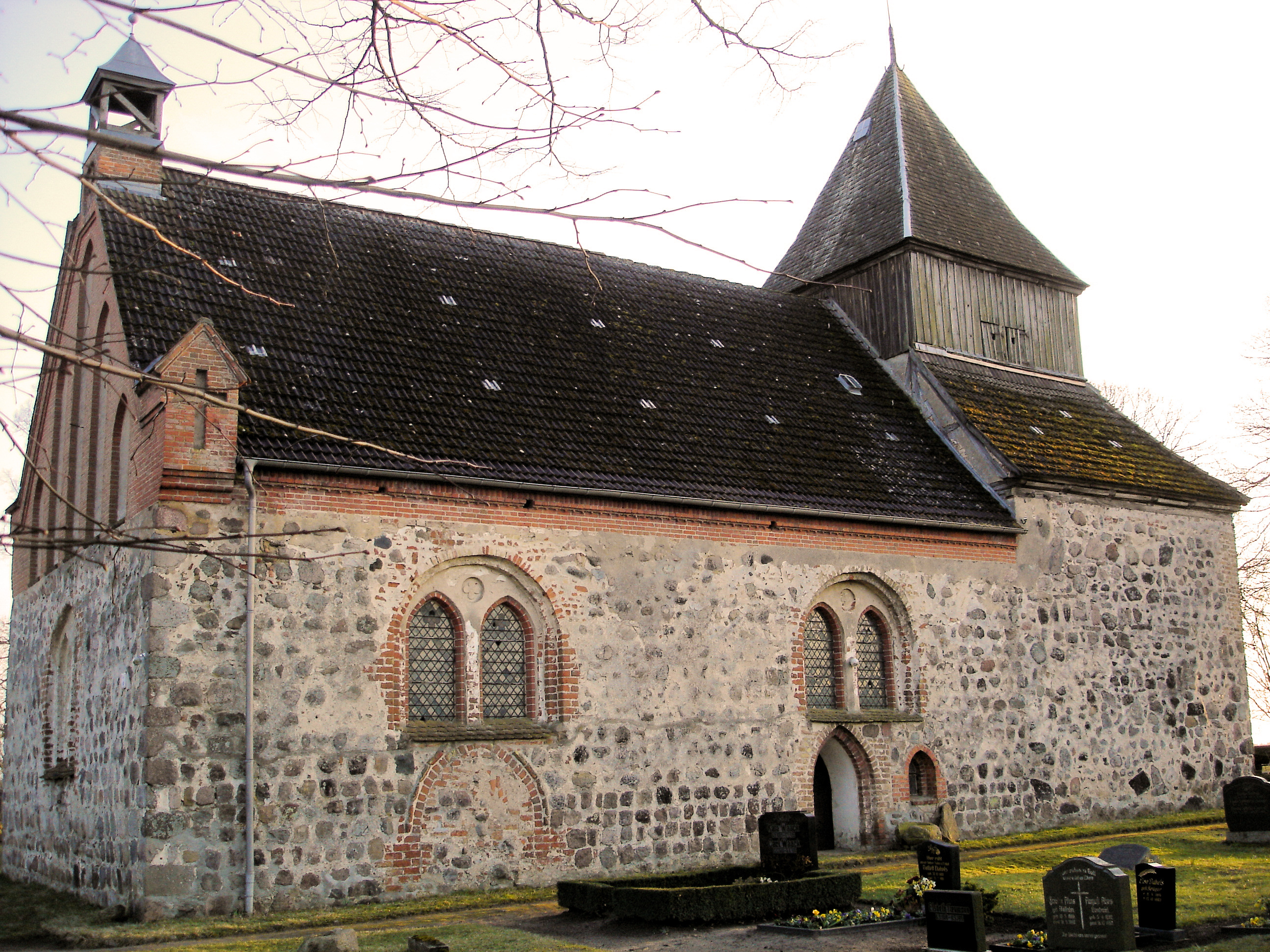
Dorfkirche Dänschenburg

In der Liste der Baudenkmale in Marlow sind für Dänschenburg zwei Baudenkmale aufgeführt, darunter die Dorfkirche Dänschenburg.